# Brian Herbinson
Brian Herbinson (25 de noviembre de 1930-30 de agosto de 2022) fue un jinete canadiense que compitió en la modalidad de concurso completo.
Participó en dos Juegos Olímpicos de Verano en los años 1956 y 1960, obteniendo una medalla de bronce en Estocolmo 1956 en la prueba por equipos. Ganó una medalla de oro en los Juegos Panamericanos de 1959.

## Palmarés internacional
| Juegos Olímpicos     | Juegos Olímpicos         | Juegos Olímpicos  | Juegos Olímpicos |
| Año                  | Lugar                    | Medalla           | Categoría        |
| -------------------- | ------------------------ | ----------------- | ---------------- |
| 1956                 | Estocolmo (Suecia)       | Medalla de bronce | Por equipos      |
| Juegos Panamericanos |                          |                   |                  |
| Año                  | Lugar                    | Medalla           | Categoría        |
| 1959                 | Chicago (Estados Unidos) | Medalla de oro    | Por equipos      |